# Grzegorz Strauchold
Grzegorz Strauchold (ur. 1958 r. we Wrocławiu) – polski historyk, specjalizujący się w geografii historycznej, historii myśli politycznej, historii najnowszej, historii ziem odzyskanych po 1945 roku oraz regionalistyce; nauczyciel akademicki związany z Uniwersytetem Wrocławskim.

## Życiorys
Urodził się w 1958 roku we Wrocławiu, z którym związał całe swoje życie prywatne i zawodowe. Ukończył tu kolejno szkołę podstawową oraz w 1977 roku klasę o profilu humanistycznym w V Liceum Ogólnokształcącym. W tej samej szkole zdał też egzamin maturalny, po czym podjął studia historyczne na Uniwersytecie Wrocławskim. Tytuł zawodowy magistra otrzymał w 1982 roku.
Jest pracownikiem naukowym Zakład Historii Najnowszej w Instytucie Historycznym Uniwersytetu Wrocławskiego. Stopień naukowy doktora nauk humanistycznych w zakresie historii uzyskał w 1993 na podstawie pracy pt. Polska ludność autochtoniczna ziem zachodnich i północnych. Studium publicystyki lat 1944-1948, napisanej pod kierunkiem prof. Wojciecha Wrzesińskiego. Wraz z nowym tytułem  awansował na stanowisko adiunkta. W 2004 roku Rada Wydział Nauk Historycznych i Pedagogicznych Uniwersytetu Wrocławskiego nadała mu stopień naukowy doktora habilitowanego na podstawie rozprawy nt. Myśl zachodnia i jej realizacja w Polsce Ludowej w latach 1945-1957. Niedługo potem awansował na stanowisko profesora nadzwyczajnego, a także kierownika Zakładu Historii Najnowszej i kierownika Pracowni Atlasu Historycznego. W latach 2005–2008 pełnił funkcję zastępcy dyrektora Instytutu Historycznego ds. dydaktycznych studiów stacjonarnych. W 2013 roku prezydent Polski Bronisław Komorowski nadał mu tytuł profesora nauk humanistycznych.

## Dorobek naukowy
Zainteresowania naukowe Grzegorza Straucholda koncentrują się wokół zagadnień związanych z geografią historyczną, historią myśli politycznej, historią najnowszą, historią ziem odzyskanych po 1945 roku oraz historią Śląska. Do jego najważniejszych publikacji należą:
- Polska ludność rodzima ziem zachodnich i północnych: opinie nie tylko publiczne lat 1944-1948, Olsztyn 1995.
- Autochtoni polscy, niemieccy, czy... Od nacjonalizmu do komunizmu (1945-1949), Toruń 2001.
- Myśl zachodnia i jej realizacja w Polsce Ludowej w latach 1945-1957, Toruń 2003.
- Wrocław – okazjonalna stolica Polski. Wokół powojennych obchodów rocznic historycznych, Wrocław 2003.
- Trudne dziedzictwo. Tradycje dawnych i obecnych mieszkańców Dolnego Śląska, Wrocław 2006' współredaktor: Joanna Nowosielska-Sobel.
- Dolnoślązacy? Kształtowanie tożsamości mieszkańców Dolnego Śląska po II wojnie światowej, Wrocław 2007; współredaktor: Joanna Nowosielska-Sobel.
- Piastowsko-komunistyczna satysfakcja?, Wrocław 2008.; współredaktor: Joanna Nowosielska-Sobel.
- Polska i Białoruś w XX wieku. Z dziejów Europy Środkowo-Wschodniej, Wrocław 2009; współautor: Edward Czapiewski.
- Dzieci, młodzież i studenci na Ziemiach Zachodnich po II wojnie światowej, Wrocław 2012.